# Högskolan på Åland
Högskolan på Åland är Ålands enda högskola och ligger i Mariehamn. Hösten 2023 hade skolan cirka 450 heltidsstuderande på högskolenivå. De flesta studenterna kommer från Åland, Svenskfinland och Sverige. Högskolan har cirka 60 anställda. Landskapet Åland är huvudman för högskolan.

## Historik
Högskolan på Åland bildades genom att flera skolor slogs samman. Dessa skolor hade i sin tur en lång historia inom högre utbildning på Åland.
Sjökaptenutbildningen har anor från mitten av 1800-talet, då navigationsutbildningen på Åland inleddes. Högre navigationsskolan i Mariehamn bytte 1943 namn till Ålands sjöfartsläroverk. Skolan hade redan sedan 1930-talet även en inriktning inom maskinteknik. Maskinutbildningen blev en egen skola, Ålands tekniska skola, 1968 och bytte 1988 namn till Ålands tekniska läroverk. Ålands tekniska skola startade en automationsinriktning (elektroteknik) 1984.
Ålands yrkeshögskola inledde sin verksamhet som ett försök 1997. Den var ett samarbete mellan Ålands tekniska läroverk, Ålands sjöfartsläroverk, Ålands handelsläroverk, Ålands hotell- och restaurangskola och Ålands vårdinstitut. Under försöksverksamheten startade de olika skolorna egna yrkeshögskoleutbildningar.
Högskolan på Åland startade den 1 januari 2003. Då slogs Ålands yrkeshögskola och dåvarande Ålands högskola samman till en gemensam organisation. Samtidigt upphörde Ålands tekniska läroverk och Ålands sjöfartsläroverk som fristående institutioner. Verksamheten vid den tidigare Ålands högskola bytte namn till Öppna högskolan.
Den 1 augusti 2015 flyttades personalen vid Sjöfartsgymnasiet till Högskolan på Åland, under det gemensamma namnet Ålands sjöfartsakademi. Ålands gymnasium fortsatte dock att sköta antagning och examination av studerande vid Sjöfartsgymnasiet. Den 1 augusti 2019 återgick Sjöfartsgymnasiet helt till Ålands gymnasium, och Ålands sjöfartsakademi var därmed inte längre underställd Högskolan på Åland.

## Organisation och status
Högskolan på Åland är en självständig institution inom Finlands utbildningssystem. Den har en särskild lagstadgad status och en organisation som täcker flera verksamhetsområden.

### Status och examina
Högskolan på Åland är en finländsk yrkeshögskola men följer den åländska högskolelagen i stället för den finska. Utbildningar och övrig verksamhet fungerar i stort sett på samma sätt som vid andra yrkeshögskolor i Finland. Studerande vid Högskolan på Åland får en yrkeshögskoleexamen, som också kallas kandidatexamen eller bachelorexamen.

### Öppna högskolan
Öppna högskolan på Åland startade 1969 som Ålands sommaruniversitet. År 1970 utvidgades verksamheten till att även omfatta kurser under vinterhalvåret. Från hösten 1981 bytte verksamheten namn till Ålands högskola. Sedan 2003 är Öppna högskolan en del av Högskolan på Åland, tillsammans med en fakultet för examensinriktad utbildning och forskning. Öppna högskolan erbjuder, i samarbete med andra högskolor, universitets- och högskolekurser, yrkeshögskolekurser, fortbildning, uppdragsutbildning och seminarier. Antalet deltagare i kursverksamheten var 2 198 under 2020. Dessutom erbjuder Öppna högskolan tentamensservice och arrangerar det svenska högskoleprovet på Åland.

## Utbildning
Högskolan har ett antal yrkesinriktade utbildningsprogram som leder till högskoleexamen.

### Utbildningsprogram
Högskolan på Åland erbjuder följande utbildningsprogram: elektroteknik, företagsekonomi, Hospitality Management, informationsteknik, maskinteknik, sjökapten och sjukskötare.

## Forskning, utveckling och innovation (FUI)
Högskolan på Åland bedriver tillämpad forskning och utveckling. Verksamheten ska gagna undervisningen, främja arbetslivet och stödja den regionala utvecklingen. Lärarna bedriver FUI-arbete inom sina respektive kompetens- och utbildningsområden.

## Campus och studentliv
Högskolan på Åland erbjuder mer än undervisning och forskning. Studiemiljön omfattar flera campusbyggnader och bibliotekstjänster. En aktiv studerandekår bidrar också till studentlivet.

### Byggnader

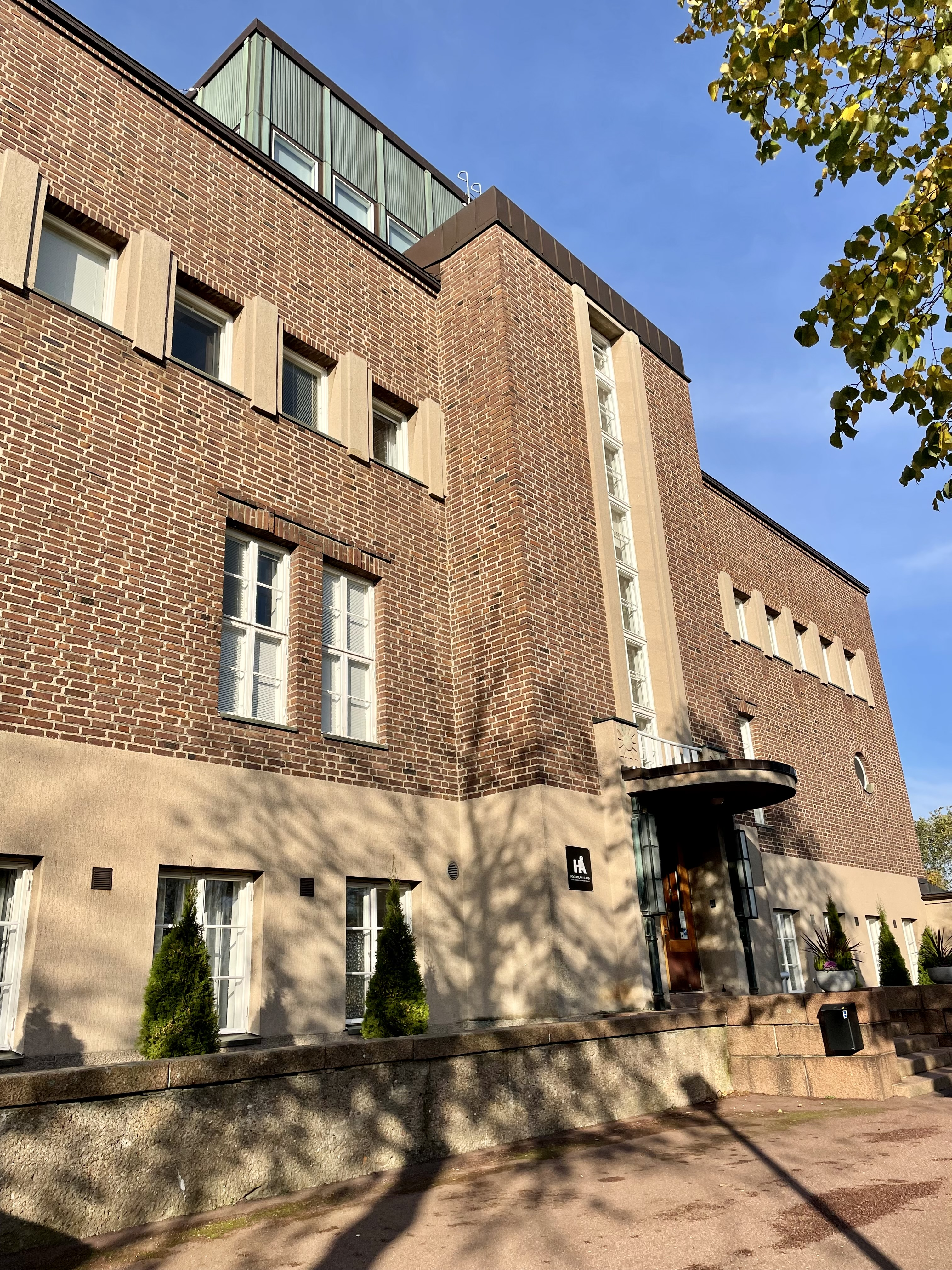
Högskolan på Åland Södra, Navigationsskolegränd 2

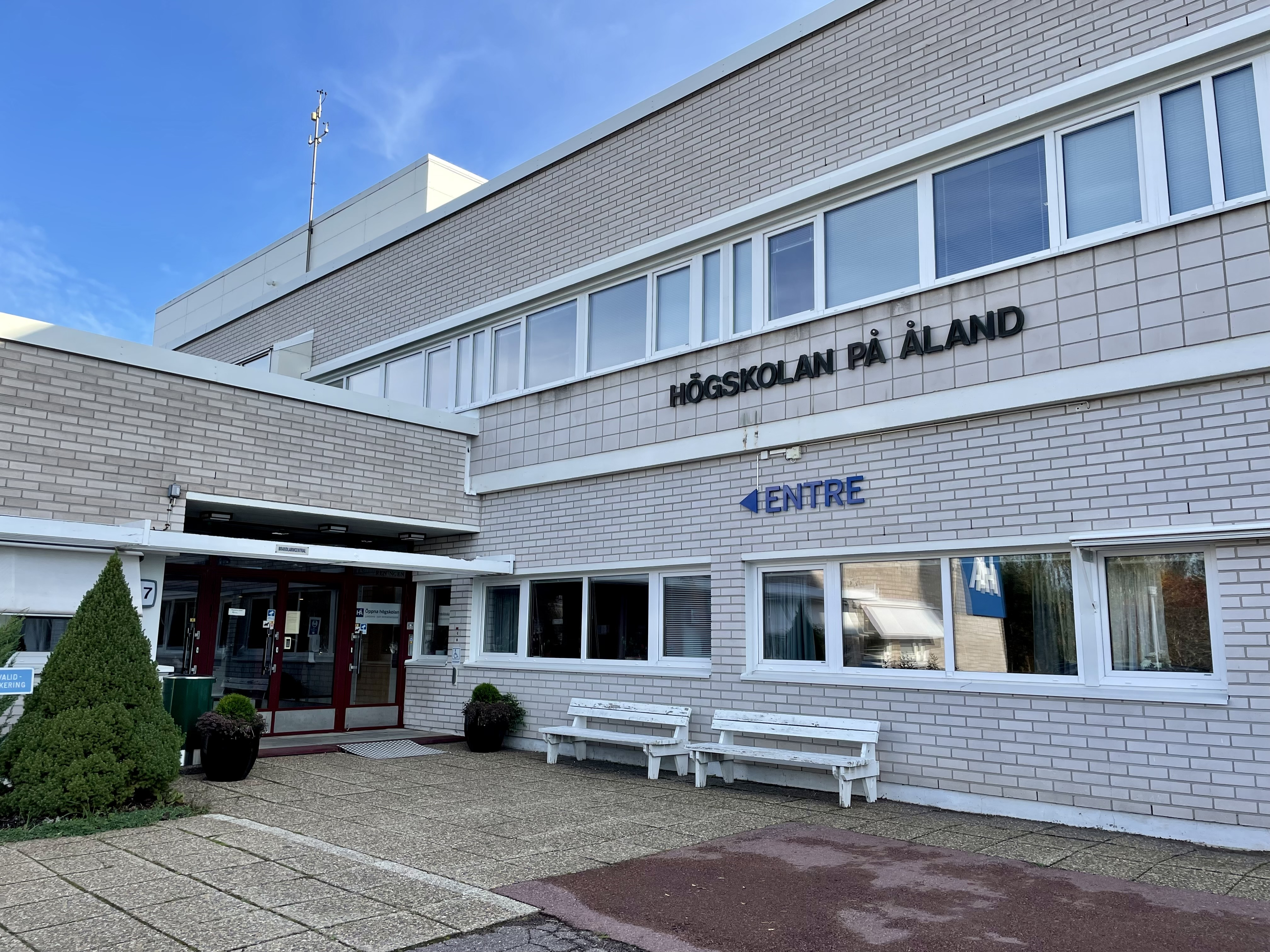
Högskolan på Ålands entré, Neptunigatan 17

Högskolan har 3 byggnader i Mariehamn: Högskolan Norra (Neptunigatan 17), Högskolan Västra (Neptunigatan 6) och Högskolan Södra (Navigationsskolegränd 2).

### Bibliotek

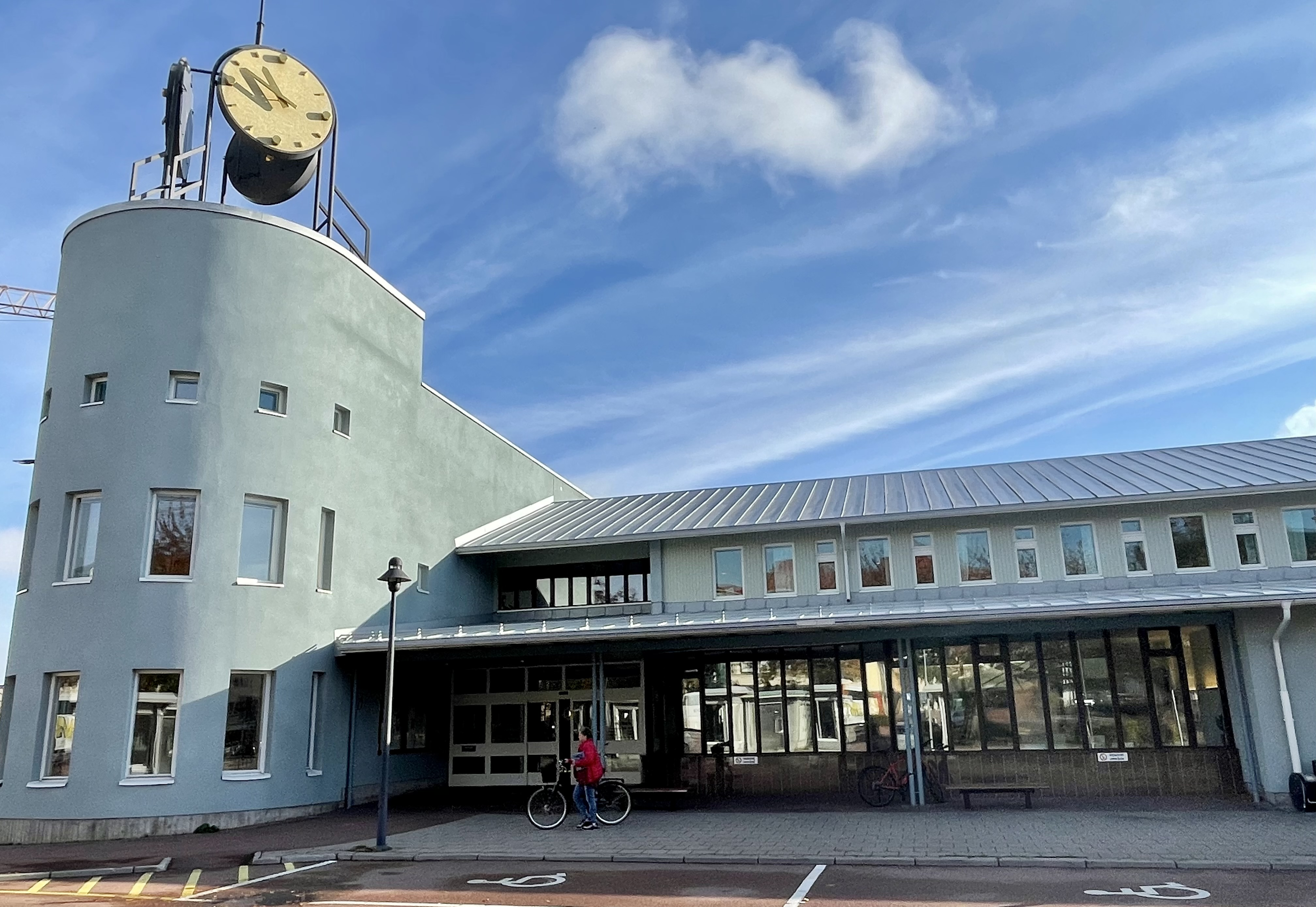
Högskolebiblioteket i Mariehamn

Biblioteket vid Högskolan på Åland delar lokaler med Mariehamns stadsbibliotek. Högskolebibliotekets material är integrerat i stadsbibliotekets samlingar, men högskolans kursböcker finns i en egen avdelning – kursboksbiblioteket. Högskolebiblioteket erbjuder handledning i informationssökning för både programstuderande och studerande vid Öppna högskolan. Lärare, forskare och övrig personal vid Högskolan på Åland har också tillgång till högskolebibliotekets tjänster.

### Studerandekår
Högskolan på Ålands studerandekår, SkÅHla, representerar studenternas åsikter inom högskolans beslutande organ. SkÅHla ansvarar även för evenemang och fritidsaktiviteter.

## Internationalisering
Högskolan på Åland har en omfattande internationell verksamhet. I samarbete med partnerhögskolor erbjuder högskolan utbyten vid andra högre utbildningar för studerande och anställda. För studenter fokuserar samarbeten och nätverk främst på studier i Norden och Europa samt praktik i hela världen. Lärare och övrig personal har möjlighet till personalutbyten. Inbjudna gästföreläsare från både företag och partnerhögskolor bidrar också till skolans internationella miljö. Högskolan på Åland deltar dessutom i flera internationella projekt och i utbildningsprogrammen Erasmus+ och Nordplus för högre utbildning.